# Tramlijn Beverwijk - Wijk aan Zee
De normaalsporige tramlijn van Beverwijk naar Wijk aan Zee werd geopend op 25 mei 1882. Zij was tot 1 april 1892 eigendom van de Maatschappij tot Exploitatie van het Noordzeebad Wijk aan Zee en werd met stoomtrams geëxploiteerd door de HSM. Sommige treinen op het hoofdspoor van Amsterdam naar Beverwijk reden via de tramlijn door naar Wijk aan Zee.
Het was de eerste tramlijn die door de HSM in exploitatie werd genomen. Dit was echter niet voor lange duur, want de HSM beëindigde de dienst op 1 april 1892. Daarna ging de lijn over in eigendom en exploitatie naar de Buffet Maatschappij ‘E Pluribus Unum’ te Amsterdam, die de lijn verder als paardentram exploiteerde. Deze maatschappij was van 1885 tot 1907 ook exploitant van de paardentramlijn in Zandvoort.
In 1922 werden voor dit trambedrijf de wagens 103 en 253 aangekocht uit de grote vloot van Amsterdamse paardentrams. In 1924 werd de tramexploitatie beëindigd en namen twee busondernemers, de firma's Huyer en Waterdrinker, het vervoer naar Wijk aan Zee over.